# Strömsör
För andra betydelser, se Strömsör (olika betydelser).
Strömsör är en liten by drygt två mil utanför Umeå. Byn ligger mitt emellan byarna Hissjö och Flurkmark och har ungefär 10 hushåll. Byn består till största delen av gamla småjordbruk som idag inte längre är verksamma, men där finns även en del nyare hus.  